# سعدآباد (فسا)
سعدآباد روستایی در دهستان صحرارود بخش مرکزی شهرستان فسا استان فارس ایران است

## جمعیت
بر پایه سرشماری عمومی نفوس و مسکن در سال ۱۳۹۵ این روستا بدون جمعیت بوده‌است.